# 史蒂芬妮·普特里
史蒂芬妮·普特里·多尔蒂（英语：Stephanie Poetri Dougharty，2000年5月20日—）是一位印尼歌手，母亲是歌手DJ蒂蒂（Titi DJ），父亲是美国人安德鲁·霍利斯·多尔蒂（Andrew Hollis Dougharty）。普特里有三个同母异父的哥哥，分别是双胞胎萨尔马·切蒂萨·穆赫塔尔（Salmaa Chetizsa Muchtar）与萨尔瓦·切蒂萨·穆赫塔尔（Salwaa Chetizsa Muchtar）以及达法·杰纳罗·穆赫塔尔（Daffa Jenaro Muchtar）。

## 生涯

### 2000年-2015年: 早年生活
史蒂芬妮·普特里于2000年5月20日出生于印尼雅加达。她是印尼女歌手DJ蒂蒂（Titi DJ）与第二任丈夫，美国音乐教师安德鲁·霍利斯·多尔蒂的女儿。普特里是家里最小的孩子，她有三个同母异父的哥哥——萨尔玛·切蒂萨·慕赫塔、萨尔瓦·切蒂萨·慕赫塔以及达法·哲纳罗·慕赫塔。
2014年，她参加了选秀节目《印尼偶像少年》。2015年，她在音乐电影《爱情怎么了2》中翻唱了默莉·顾斯劳的《Bimbang》。

### 2016年至今: 《Appreciate》 与 《I Love You 3000》
2019年4月12日，普特里发行歌曲《Appreciate》。这首歌曲由她与她母亲共同创作。此外她们还是这首歌的执行制作人。该歌曲由印尼公司Trinity Optima Production赞助。4月19日，该歌曲的MV与英文版一同发布。该MV上传至普特里的个人Youtube频道后，播放量超过两百万次。
2019年6月3日，普特里发行歌曲《I Love You 3000》，这首歌由她自己创作，受到漫威电影《復仇者聯盟：終局之戰》的启发。她担任这首歌的执行制作人，母亲也参与了制作。此外DJ蒂蒂还为这首歌提供背景声。除歌曲外，普特里还参与了MV的制作。2019年6月6日，该歌曲通过普特里个人YouTube频道发布。在大约一个月时间内，这首歌流行了起来。截至2019年9月，该歌曲MV播放量达到三千万次，Spotify上播放量达到2800万次。该歌曲在Spotify全球流行榜上进入了前50名，超越了y2k-bbno$的《Lalala》与布兰科·布朗（Blanco Brown）的《The Git Up》，并在印尼Spotify流行榜上到达了第二，仅次于卡蜜拉·卡貝優与尚恩·曼德斯的《Señorita》。这首歌还进入了马来西亚、泰国、新加坡与台湾Spotify流行榜前50名。
《I Love You 3000》取得成功后，普特里被美国唱片公司88昇签下。她在参加88昇的Head in the Clouds音乐节后，接受Youtube频道The Lunch Table采访时透露了这一消息。普特里也成为继布萊恩·伊曼紐与妮基后，第三位签约88昇的印尼歌手。
史蒂芬妮·普特里还与韩国男子偶像团体GOT7的中国成员王嘉尔合作，制作了《I Love You 3000》的混音版《I Love You 3000 II》。这首作品被收录在2019年11月11日发行的专辑《Head in the Clouds II》中。该专辑在中国大热，《I Love You 3000 II》更是在中国公告牌上位列第一。

## 音乐作品

### 单曲
| 歌曲                               | 年份 | 最高排行 | 专辑   |
| 歌曲                               | 年份 | MYS      | 专辑   |
| ---------------------------------- | ---- | -------- | ------ |
| 《Bimbang》 （与 Goodbye Felicia） | 2015 | —        | 不适用 |
| 《Appreciate》                     | 2019 | —        | 不适用 |
| 《Appreciate》 （英文版）          | 2019 | —        | 不适用 |
| 《I Love You 3000》                | 2019 | 17       | 不适用 |
| "Do You Love Me"                   | 2020 | —        | 不适用 |
| "Touch"                            | 2020 | —        | 不适用 |
| "Straight To You"                  | 2020 | —        | 不适用 |
| "Selfish"                          | 2020 | —        | AM:PM  |
| "Daydreaming"                      | 2021 | —        | AM:PM  |
| "IRL"                              | 2021 | —        | AM:PM  |
| "3PM"                              | 2021 | —        | AM:PM  |
| "How We Used To"                   | 2021 | —        | AM:PM  |
| "Paranoia"                         | 2021 | —        | AM:PM  |

### 排行榜
| 歌曲                                | 年份 | 最高排行   | 专辑                      |
| 歌曲                                | 年份 | 中国公告牌 | 专辑                      |
| ----------------------------------- | ---- | ---------- | ------------------------- |
| 《I Love You 3000 II》 （与王嘉爾） | 2019 | 1          | 《Head in the Clouds II》 |

## 获奖情况
| 年份 | 奖项             | 类别                                                       | 获提名人        | 结果 |
| ---- | ---------------- | ---------------------------------------------------------- | --------------- | ---- |
| 2019 | Mnet亞洲音樂大獎 | 印度尼西亚最佳亚洲新人 （Best New Asian Artist Indonesia） | 史蒂芬妮·普特里 | 獲獎 |